# Петра Немцова
Пе́тра Не́мцова (чеськ. Petra Němcová; нар. 24 червня 1979 року, Карвіна, Чехословаччина) — чеська модель, акторка, меценатка.

## Біографія
Народилась 24 червня 1979 року у Чехословаччині, місті Карвіна. Має сестру Ольгу.

### Цунамі 2004
Наприкінці грудня 2004 року Немцова зі своїм другом, англійським фотографом Сімоном Атлі, відпочивала у Таїланді, коли сталися землетрус і цунамі, які забрали життя 280 000 чоловік. Сімон Атлі загинув, його ідентифікували 3 березня 2005, а Немцова врятувалася, втримавшись на верхівці пальми більше восьми годин, поки її не знайшли рятувальники. Петра провела понад три тижні у тайській лікарні та понад місяць у лікарні Чехії.
У лютому 2007 року стала вегетаріанкою, відмовившись від м'яса та молока.
У 2010—2012 була заручена з англійським актором Джеймі Белманом . У травні 2014 Немцова повідомила в інтерв'ю журнал People, що зустрічається з колишнім прем'єр-міністром Гаїті Лораном Ламотом, в травні 2015 стало відомо, що вони розійшлись.
Володіє чеською, словацькою, польською, англійською, французькою та італійською мовами.

## Кар'єра

### Модель
У Празі Петру помітили представники агентства NEXT Model Management, перед підписанням контракту вона поїхала до Мілана. 1995 року перемогла на конкурсі «Elite Model Look» у Празі, після чого поїхала до Мілана, де і почала кар'єру.
Вона співпрацювала з такими брендами: Benetton, Bulgari, Cartier, Clarins, Cortefiel, Dirk Bikkembergs, Fortunoff, Graff, Hewlett Packard/Intel, HS, Intimissimi, John Lewis, Lancaster, La Perla, La Senza, Maidenform, Max Factor, Pantene Pro-V, Passport, Playtex, Rampage, Schwarzkopf, Victoria's Secret і Wild Orchid. Також вона з'являлась на обкладинках Madame Figaro, Elle, Shape, Cosmopolitan, Flare, Vegas, Glamour, FHM і Sports Illustrated.

### Телебачення
2001 року Немцова з'явилась у британському серіалі «Absolutely Fabulous». 3 червня 2004 року вона була однією з членів телевізійного журі конкурсу краси «Міс Всесвіт» у Кіто, Еквадор.
Брала участь в американській версії шоу «Танці з зірками», де її партнером був професійний танцюрист Дмитро Чаплін.

## Меценатство
2005 року Немцова заснувала благодійну організацію «Happy Hearts Fund»: на пам'ять про свій порятунок 2004 року.